# Balló-Fey Viktor
Balló-Fey Viktor, Fey Viktor (? – ?) kétszeres magyar bajnok labdarúgó, csatár.

## Pályafutása
A BSC csapatában kezdte a labdarúgást. 1901 és 1903 között a BTC-ben szerepelt. Kétszeres magyar bajnok volt a csapattal. 1904-ben a MAFC, 1906–07-ben a BAK, 1910–11-ben a 33 FC labdarúgója volt.

## Sikerei, díjai
- Magyar bajnokság
  - bajnok: 1901, 1902
  - 2.: 1903